# Палм-Воллей-Дарвін – Гранітс – Дед-Баллок-Соап
Палм-Воллей-Дарвін – Гранітс – Дед-Баллок-Соап – газопровід на півночі Австралії. 
Трубопровід ввели в дію у 2019 році для живлення енергогенеруючих потужностей золотодобувного проекту Танмія. Належна до останнього ТЕС Гранітс/Дед-Баллок-Соап має два рознесені на чотири десятки кілометрів майданчики, що на момент спорудження газопроводу обслуговували збагачувальну фабрику Гранітс та рудник Дед-Баллок-Соап. 
Ліня до проекту Танамі починається від газопроводу Палм-Воллей – Дарвін та має довжину 440 кілометрів. Газопровід виконаний в діаметрі 200 мм і розрахований на пропускну здатність у 0,34 млн м3 на добу.